# Michael Addamo
Michael Addamo (* 1994) ist ein professioneller australischer Pokerspieler.
Addamo hat sich mit Poker bei Live-Turnieren mehr als 22 Millionen US-Dollar erspielt und ist damit der erfolgreichste australische Pokerspieler. Er ist vierfacher Braceletgewinner der World Series of Poker und gewann 2021 das Purple Jacket™ der Poker Masters sowie den Super High Roller Bowl VI.

## Persönliches
Addamo stammt aus Yallambie im australischen Bundesstaat Victoria. Als Jugendlicher spielte er Schach und erreichte seine höchste Elo-Zahl von 1930 zwischen Januar und November 2013. Der Australier lebt in Melbourne.

## Pokerkarriere

### Werdegang
Addamo begann mit 14 Jahren mit Poker. Er spielt auf der Onlinepoker-Plattform PokerStars unter dem Nickname Imluckbox und nutzt bei GGPoker seinen echten Namen.
Seine ersten Preisgelder bei Live-Pokerturnieren gewann Addamo ab August 2012 im Crown Casino in Melbourne. Dort belegte er u. a. Ende Januar 2015 beim Main Event der Aussie Millions Poker Championship den 21. Platz und erhielt ein Preisgeld von 40.000 Australischen Dollar. Im Juni 2016 war Addamo erstmals bei der World Series of Poker (WSOP) im Rio All-Suite Hotel and Casino am Las Vegas Strip erfolgreich und kam bei insgesamt sieben Turnieren der Variante No Limit Hold’em in die Geldränge. Sein höchstes Preisgeld erhielt er dabei für seinen dritten Platz im sechsten Event, für den er mit knapp 200.000 US-Dollar bezahlt wurde. Anfang April 2017 gewann der Australier ein Turnier im Rahmen der PokerStars Championship in Macau und sicherte sich aufgrund eines Deals mit zwei anderen Spielern eine Siegprämie von umgerechnet knapp 200.000 US-Dollar. Mitte April 2018 wurde er beim Eröffnungsturnier der Aussie Millions Zweiter für knapp 200.000 Australische Dollar. Bei der WSOP 2018 gewann er das Marathon-Event und sicherte sich somit ein Bracelet sowie eine Siegprämie von mehr als 650.000 US-Dollar. Bei der World Series of Poker Europe im King’s Resort in Rozvadov gewann Addamo Ende Oktober 2018 das High Roller mit einem Buy-in von 25.000 Euro. Dafür setzte er sich gegen 132 andere Spieler durch und erhielt neben seinem zweiten Bracelet ein Preisgeld von knapp 850.000 Euro. Zwei Tage später saß er auch am Finaltisch des 100.000 Euro teuren Super-High-Roller-Events, das er auf dem achten Platz für rund 265.000 Euro beendete. Im März 2019 belegte Addamo beim Triton Refresh der Triton Poker Series im südkoreanischen Jeju-do den vierten Platz und erhielt umgerechnet mehr als 350.000 US-Dollar. Bei der WSOP 2019 wurde er beim Final Fifty Dritter und sicherte sich knapp 700.000 US-Dollar. Mitte Januar 2020 setzte sich Addamo bei der A$50.000 Challenge der Aussie Millions durch und sicherte sich eine Siegprämie von knapp 1,1 Millionen Australischen Dollar. Anfang Februar 2020 gewann er auch das Main Event der Australian Poker Open in Gold Coast und erhielt den Hauptpreis von knapp 1,3 Millionen Australischen Dollar. Anfang Juni 2020 spielte der Australier auf der Plattform partypoker den Super High Roller Bowl Online, das mit einem Buy-in von 102.000 US-Dollar – gemeinsam mit dem Super High Roller der World Championship of Online Poker im September 2016 auf PokerStars – bisher teuerste Online-Pokerturnier. Er erreichte den Finaltisch und belegte den mit knapp 1,2 Millionen US-Dollar dotierten zweiten Platz. Mitte August 2020 erreichte er das Finale der Heads-Up Championship der aufgrund der COVID-19-Pandemie auf GGPoker ausgespielten World Series of Poker Online. Dort unterlag er David Peters und erhielt ein Preisgeld von mehr als 220.000 US-Dollar. Bei den Poker Masters im Aria Resort & Casino am Las Vegas Strip entschied Addamo Mitte September 2021 das elfte und zwölfte Turnier für sich und erhielt Siegprämien von 1,84 Millionen US-Dollar. Damit durchbrach er die Marke von 10 Millionen US-Dollar an kumulierten Live-Turnierpreisgeldern und sicherte sich als erfolgreichster Spieler der Turnierserie ein violettes Sakko, das Poker Masters Purple Jacket™, sowie eine zusätzliche Prämie von 50.000 US-Dollar. Nur knapp zwei Wochen später setzte sich der Australier an gleicher Stelle auch beim 300.000 US-Dollar teuren Super High Roller Bowl VI durch und löste mit seinem bisher höchsten Preisgeld von rund 3,4 Millionen US-Dollar Joe Hachem als erfolgreichsten australischen Pokerspieler ab. Bei der WSOP 2021 gewann Addamo das 50.000 US-Dollar teure High-Roller-Event und sicherte sich mehr als 1,1 Millionen US-Dollar sowie sein drittes Bracelet. Zum Abschluss der Serie setzte er sich auch beim 100.000 US-Dollar teuren High Roller durch und erhielt sein viertes Bracelet sowie knapp 2 Millionen US-Dollar. Insgesamt gewann der Australier im Kalenderjahr sechs Turniere, die zum Katalog der PokerGO Tour zählten und sammelte damit nach Almedin Imširović die zweitmeisten Turnierpunkte, wofür er eine Prämie von 100.000 US-Dollar erhielt. Mitte Mai 2022 entschied Addamo zwei Turniere der Triton Series in Madrid für sich und erhielt über 1,6 Millionen Euro. Auch bei der European Poker Tour in Barcelona verbuchte Addamo Mitte August 2022 einen Turniersieg, der ihm knapp 920.000 Euro einbrachte.

### Spielweise
Addamo pflegt einen sehr aggressiven Spielstil. Dieser führt dazu, dass er bei Turnieren meist entweder früh ausscheidet oder aber das Event mit einem großen Chipstack dominiert und einen der vorderen Plätze belegt.

### Preisgeldübersicht
Addamo ist mit erspielten Preisgeldern von über 22 Millionen US-Dollar der erfolgreichste australische Pokerspieler.
| Jahr   | Preisgeld (in $) | Turniersiege |
| ------ | ---------------- | ------------ |
| 2012   | 103              | 0            |
| 2013   | 1.884            | 1            |
| 2014   | 5.566            | 0            |
| 2015   | 145.363          | 2            |
| 2016   | 388.115          | 0            |
| 2017   | 530.517          | 2            |
| 2018   | 2.838.613        | 2            |
| 2019   | 2.279.077        | 2            |
| 2020   | 2.114.017        | 2            |
| 2021   | 9.418.837        | 6            |
| 2022   | 3.122.306        | 4            |
| 2023   | 1.198.400        | 0            |
| gesamt | 22.042.798       | 21           |

### Braceletübersicht
Addamo kam bei der WSOP 36-mal ins Geld und gewann drei Bracelets:
| Jahr   | Buy-in    | Turnier                               | Teilnehmer | Preisgeld   |
| ------ | --------- | ------------------------------------- | ---------- | ----------- |
| 2018 E | 002.620 $ | The Marathon – No-Limit Hold’em       | 1637       | 0.653.581 $ |
| 2018 E | 025.500 € | Super Highroller Series 25K           | 0133       | 0.848.702 € |
| 2021 E | 050.000 $ | High Roller No-Limit Hold’em 8-Handed | 0081       | 1.132.968 $ |
| 2021 E | 100.000 $ | High Roller No-Limit Hold’em          | 0064       | 1.958.569 $ |